# Identifikační znak organizace
Identifikační znak organizace (IZO) je identifikátor základních a středních škol v Česku, pod kterým je škola uvedena v rejstříku škol podle § 144 školského zákona. Má formu devítimístného čísla, zpravidla začíná číslicí 0, 1 nebo 2 a je uváděn na vysvědčení vydaném školou.
Vedle toho je škole přidělen ještě resortní identifikátor právnické osoby (RED-IZO, REDIZO či RED_IZO), též devítimístné číslo, ale zpravidla začínající číslicí 6. Zatímco RED-IZO je pro jednu školu (jednu právnickou osobu) přiděleno jedno, různé součásti větších škol mají vlastní IZO, např. pokud jsou pod jednou hlavičkou dohromady střední škola, střední odborné učiliště či vyšší odborná škola nebo další součásti školy (domov mládeže, školní jídelna, středisko volného času atp.).